# Comédie de Saint-Étienne
La Comédie de Saint-Étienne est un théâtre fondé à Saint-Étienne en 1947, sous l’impulsion de Jeanne Laurent et Jean Dasté, et devenu l’un des tout  premiers Centres dramatiques nationaux de France.

## Histoire

### Origine grenobloise
Les "comédiens de Grenoble" ont été créés dans le cadre d'une Maison de la culture par des hommes de la résistance. La troupe, subventionnée par l’État, joue à partir de 1945.

### lmplantation à Saint-Etienne
C'est un groupement d'associations et groupements divers de Saint-Étienne qui conduit à la volonté de  toucher le public populaire. La  compagnie est le point de départ du second centre dramatique national français.

### L'évolution
Par la volonté de Daniel Benoin, La Comédie se dote en 1982 de l’École de la Comédie de Saint-Étienne, qui dispense sur trois ans une formation de comédien.
La Comédie de Saint-Étienne est pourvue de deux salles de spectacle :
- la Salle Jean Dasté (700 places)
- La Stéphanoise (300 places)

En septembre 2017, La Comédie inaugure son nouveau bâtiment installé sur le quartier créatif Manufacture Plaine-Achille, Place Jean Dasté à Saint-Étienne. Elle investit des locaux réhabilités utilisés précédemment par la société stéphanoise des constructions mécaniques.

## Directeurs
- 1947-1970 : Jean Dasté
- 1970-1975 : Pierre Vial
- 1975-1978 : Daniel Benoin et Guy Lauzin
- 1978-2002 : Daniel Benoin
- 2002-2009 : Jean-Claude Berutti et François Rancillac
- 2009-2011 : Jean-Claude Berutti
- janvier 2011-décembre 2020[3] : Arnaud Meunier
- Depuis 2021 : Benoît Lambert[4]

## Les collaborateurs: 1947-1970

### Les comédiens du départ
Jean Champion, Hubert Deschamps, Musy Hafner, Gaston Joly, René-Louis Lafforgue, Jacques Lecoq, René Lesage, Guy Nave, engagés à Grenoble en 1945, constituèrent la troupe de base de la comédie de Saint-Étienne à sa fondation à l'automne 1947. Delphine Seyrig y fit ses premiers pas de 1952 à 1955.

### Metteurs en scène
Les douze premières années, René Lesage et Jean Dasté firent la plupart des mises en scène, Marie-Hélène Dasté réalisant toutefois les mises en scène des nô japonais. André Clavel réalisa Amal ou la lettre du roi de Rabindranath Tagore, et John Blatchley, avec Jean Dasté, Le Cercle de craie caucasien de Bertolt Brecht. Après 1958, de nouveau John Blatchley, puis Philippe Dauchez, Michel Dubois, Armand Gatti, Jacques Lecoq, Roland Monod, Chattie Salaman, Edmond Tamiz, Pierre Vial, Antoine Vitez firent la mise en scène d'un ou de plusieurs spectacles.

### Les décors
On fit appel aux peintres : Jean Bazaine, Jean Le Moal, Georges Tautel, Raoul Ubac ; aux décorateurs André Acquart, Puck Delporte, Jean-Paul Ollagnon, Raymonde Delpy, Roland Forgues, Abd-el-Kader Farrah, Huguette Gaspar, Brigitte Jagu, Madeleine Louys, Jean-Baptiste Manessier, Hubert Montloup, René Moulaert, Michel Raffaëlli.

### Musique de scène
Après le départ de René-Louis Lafforgue comédien et compositeur, André Ross composa les musiques de scène. Il adapta en particulier celle du Cercle de craie caucasien. Maurice Fleuret composa les chœurs du Miracle de Notre-Dame ; André Chamoux prit en main la partie musicale durant les dernières années.

### Premiers régisseurs, chefs constructeurs
Dans l'ordre de leur arrivée : Lucien Brahem, Raymond Dedieu, Bernard Floriet, Jean Dujardin, Olivier Panhuys qui ont eu pour collaborateurs des tapissiers, des forgerons, des menuisiers, des électriciens, des spécialistes du son. Parmi ceux-ci, sont restés plusieurs années: Jean Bastie, Louis Baud, Robert Bleton, Gérard Charvelin, Francis Charvelin, Gérard Edelmeyer, Gabriel Fayolle, Carlo Gizzarelli, Antonio Haro, Llopes Garcia, Robert Maridet, Denis Poy.

### Directeurs de scène
Christian Damman, Michel Durand, Jean Lauberty, Jean-Michel Yung.

### Accessoiristes
Colette Araud, Michel Aubert, Valérie Aubert, Puck Delporte. Cyrille Dives et Pierre Mestre firent les masques dans Le cercle de craie caucasien.

### Costumières
Elysabeth Bazaretti, Geneviève Brahem, Marthe Doux, Marie-Louise Gauthier, Georgette 	Lopez, Viviane Rembly, Jeanne Robert, Marie-Louise Sabot.

### Relation avec le public
Jeannine Beylot, Roger Boutefeu, Jacqueline Busset, Dominique Dubreuil, Michel Lesnoff, Jean-Jacques Manneval, Alain Rais, Gérard Zeidman.
Alain Rais après un travail très efficace à la comédie de Saint-Étienne, fonda la Compagnie des spectacles de l'étang de Berre en 1962.

### Administrateurs
Noël Badol, Marc Buisson, Raymond Dedieu, Lucien Fortier, Bernard Gaillard, Émile 	Herlic, Jean-Louis Maubant, Roger Rocca. Andrée Mattenet, comptable, entra à la comédie 	en 1949  et y travailla jusqu'en 1987.
Secrétaires qui restèrent plusieurs années: Jamila Abdalah, Jacqueline Chedal, Paula Jacques, Adrienne Monnet, Marie-Louise Raffard, Jacqueline Ravat, Marie-Françoise Richard, Danielle Signoret, Suzanne Thivier.